# Sungai Naik (Bulan Tengah Suku Ulu)
Sungai Naik is een bestuurslaag in het regentschap Musi Rawas van de provincie Zuid-Sumatra, Indonesië. Sungai Naik telt 502 inwoners (volkstelling 2010).